# Haemaphysalis darjeeling
Haemaphysalis darjeeling är en fästingart som beskrevs av Harry Hoogstraal och R.S. Dhanda 1970. Haemaphysalis darjeeling ingår i släktet Haemaphysalis och familjen hårda fästingar. Inga underarter finns listade i Catalogue of Life.